# Iwan Filippow (dyplomata)
Iwan Filippowicz Filippow (ros. Иван Филиппович Филиппов, 1907–1989) – radziecki dyplomata.
Członek WKP(b), od 1945 pracownik Ludowego Komisariatu/Ministerstwa Spraw Zagranicznych ZSRR, 1954-1955 zastępca kierownika Wydziału Prasy MSZ ZSRR, później radca Ambasady ZSRR na Węgrzech i w Finlandii. Od 21 marca 1967 do 26 sierpnia 1969 ambasador nadzwyczajny i pełnomocny ZSRR w Luksemburgu, od 17 września 1970 do 27 sierpnia 1979 ambasador nadzwyczajny i pełnomocny ZSRR w Sierra Leone.